# Middleton P. Barrow

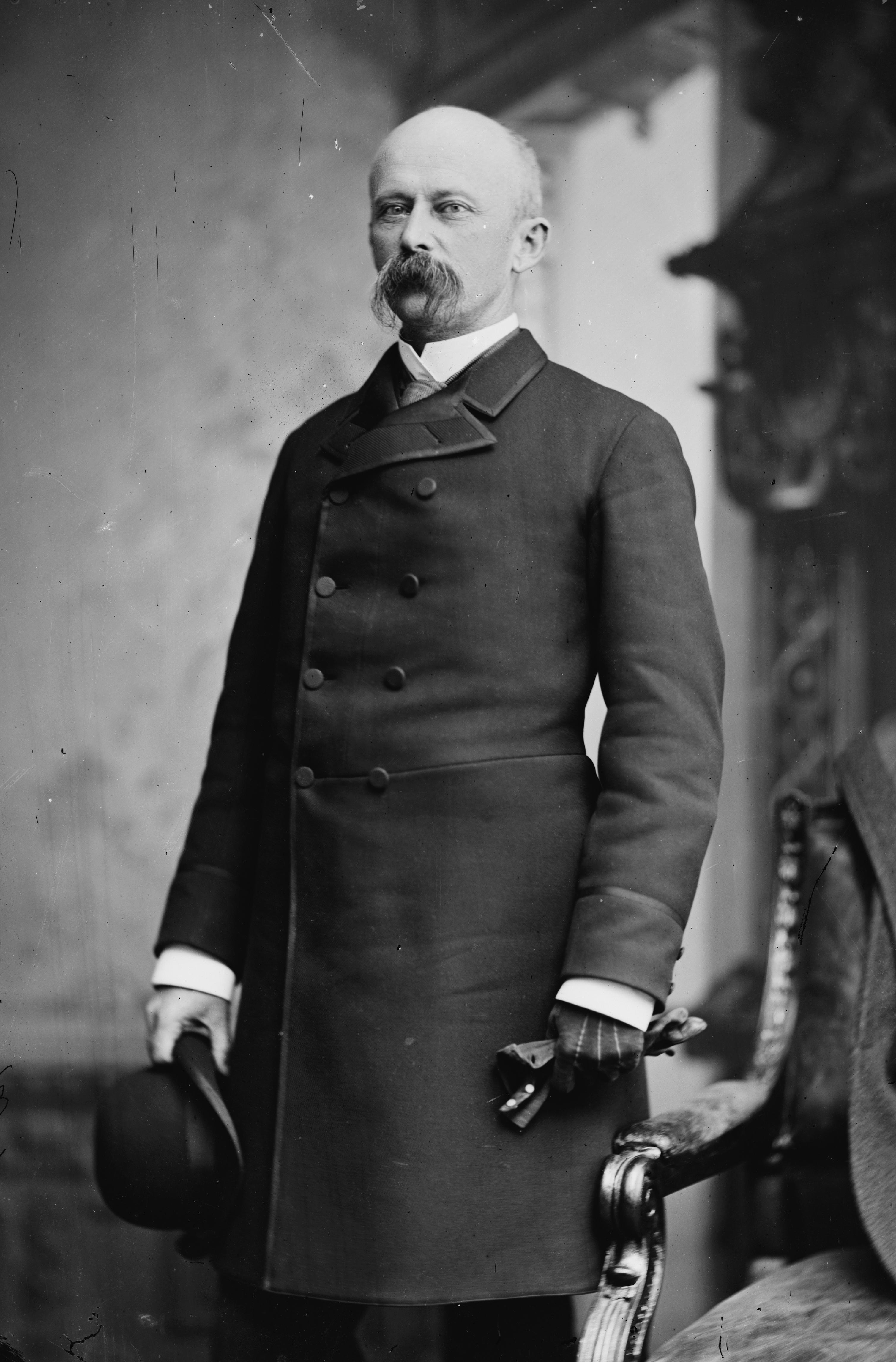
Middleton Barrow

Middleton Pope Barrow (* 1. August 1839 bei Antioch, Oglethorpe County, Georgia; † 23. Dezember 1903 in Savannah, Georgia) war ein US-amerikanischer Politiker (Demokratische Partei), der den Staat Georgia im US-Senat vertrat.
Barrow, dessen Großvater Wilson Lumpkin von 1831 bis 1835 Gouverneur von Georgia war, besuchte eine Privatschule und graduierte 1859 als Bachelor an der University of Georgia in Athens. Im folgenden Jahr machte er auch seinen Abschluss an der dortigen Law School, wurde in die Anwaltskammer aufgenommen und begann als Jurist in Athens zu praktizieren. Während des Sezessionskrieges trat er in die Dienste der Konföderierten-Regierung. Nach dem Krieg arbeitete er wieder als Anwalt und nahm am Verfassungskonvent des Staates im Jahr 1877 teil.
Politisch betätigte er sich erstmals, als er von 1880 bis 1881 dem Repräsentantenhaus von Georgia angehörte. Im folgenden Jahr wurde er in den US-Senat gewählt, wo er den Platz des verstorbenen Benjamin Harvey Hill einnahm. Er verblieb vom 15. November 1882 bis zum Ende der Legislaturperiode am 3. März 1883 im Kongress und wurde nicht für die Wiederwahl nominiert, sodass er in der Folge wieder seine juristische Tätigkeit in Athens aufnahm.
Am 6. Januar 1902 trat Barrow sein Amt als Richter für den östlichen Gerichtsbezirk von Georgia an, das er bis zu seinem Tod im folgenden Jahr innehatte. Er wurde auf der Plantage seiner Familie im Oglethorpe County beigesetzt.